# وادي نخال
وادي نخال هو واد في تهامة بلاد بلقرن في محافظة العرضيات تسيل مياهه من جبل طنب ومن جبل الصعيد ومن جبل الجوة باتجاه الغرب حتى يلتقي مع وادي جفن في أسفل معشوقة، وعليه قرى ومزارع كثيرة أغلبها لقبيلة نخال من آل سليمان بلقرن.